# Augacephalus ezendami
Augacephalus ezendami is een spinnensoort in de taxonomische indeling van de vogelspinnen (Theraphosidae).
Het dier behoort tot het geslacht Augacephalus. De wetenschappelijke naam van de soort werd voor het eerst geldig gepubliceerd in 2001 door Gallon.